# Rača (Bratislava)
Rača (in ungherese Récse, in tedesco Ratzersdorf) è un quartiere, con autonomia a livello di comune, della città di Bratislava, capitale della Slovacchia, facente parte del distretto di Bratislava III.